# Hexatoma hemicera
Hexatoma hemicera är en tvåvingeart som först beskrevs av Alexander 1933.  Hexatoma hemicera ingår i släktet Hexatoma och familjen småharkrankar. Inga underarter finns listade i Catalogue of Life.